# Larry Nance, Jr.
Larry Donnell Nance, Jr. (Akron, Ohio, 1 de enero de 1993) es un baloncestista estadounidense que pertenece a la plantilla de los Cleveland Cavaliers de la NBA. Con 2,03 metros de estatura, juega en la posición de alero, pero también puede jugar de ala-pívot. Es hijo del que fuera también jugador de baloncesto de la NBA Larry Nance, y hermano mayor del también profesional Pete Nance.

## Trayectoria deportiva

### Universidad
Jugó cuatro temporadas con los Cowboys de la Universidad de Wyoming, en las que promedió 11,3 puntos, 6,6 rebotes y 1,4 asistencias por partido.
Fue incluido en los mejores quintetos, tanto absoluto como defensivo, de la Mountain West Conference en sus dos últimas temporadas universitarias, siendo además elegido defensor del año en su año sénior.

#### Estadísticas
| Año     | Equipo  | PJ  | PT | MPP  | %TC  | %3P  | %TL  | RPP | APP | ROB | TPP | PPP  |
| ------- | ------- | --- | -- | ---- | ---- | ---- | ---- | --- | --- | --- | --- | ---- |
| 2011–12 | Wyoming | 33  | 0  | 17.9 | .462 | .333 | .814 | 4.0 | .4  | .8  | .6  | 4.1  |
| 2012–13 | Wyoming | 33  | 33 | 32.0 | .533 | .345 | .750 | 6.9 | 1.2 | 1.3 | .7  | 10.7 |
| 2013–14 | Wyoming | 26  | 26 | 34.7 | .544 | .243 | .758 | 8.6 | 1.6 | 1.4 | 2.1 | 15.4 |
| 2014–15 | Wyoming | 31  | 31 | 34.9 | .514 | .333 | .786 | 7.2 | 2.5 | 1.2 | 1.2 | 16.1 |
| Total   | Total   | 123 | 90 | 29.5 | .521 | .308 | .771 | 6.6 | 1.4 | 1.1 | 1.1 | 11.3 |

### Profesional
El 25 de junio de 2015, fue seleccionado en la vigésimo séptima posición del Draft de la NBA de 2015 por Los Angeles Lakers.
El 8 de febrero de 2018 fue traspasado a Cleveland Cavaliers junto con Jordan Clarkson a cambio de Isaiah Thomas, Channing Frye y la primera ronda de los Cavs en el Draft de 2018.
El 27 de agosto de 2021 es traspasado a Portland Trail Blazers en un acuerdo a tres bandas, en el que los Chicago Bulls obtienen a Derrick Jones Jr., una futura primera ronda del Draft de los Blazers y una futura segunda ronda del Draft de los Cavaliers, y los Cleveland Cavaliers consiguen a Lauri Markkanen.
El 8 de febrero de 2022, es traspasado junto a C. J. McCollum y Tony Snell a New Orleans Pelicans a cambio de Josh Hart, Tomáš Satoranský, Nickeil Alexander-Walker y Didi Louzada. A principios de octubre de 2022 acuerda una extensión por dos años con los Pelicans.
El 28 de junio de 2024, es traspasado a Atlanta Hawks junto a Dyson Daniels, a cambio de Dejounte Murray.
El 1 de julio de 2025 firmó un contrato de un año con los Cleveland Cavaliers, regresando a la franquicia para una segunda etapa en el equipo.

## Estadísticas de su carrera en la NBA

### Temporada regular
| Año     | Equipo      | PJ  | PT  | MPP  | %TC  | %3P  | %TL   | RPP | APP | ROB | TPP | PPP  |
| ------- | ----------- | --- | --- | ---- | ---- | ---- | ----- | --- | --- | --- | --- | ---- |
| 2015-16 | L.A. Lakers | 63  | 22  | 20.1 | .527 | .100 | .681  | 5.0 | .7  | .9  | .4  | 5.5  |
| 2016-17 | L.A. Lakers | 63  | 7   | 22.9 | .526 | .278 | .738  | 5.9 | 1.5 | 1.3 | .6  | 7.1  |
| 2017-18 | L.A. Lakers | 42  | 17  | 22.0 | .601 | .250 | .632  | 6.8 | 1.4 | 1.4 | .5  | 8.6  |
| 2017-18 | Cleveland   | 24  | 10  | 20.8 | .550 | .125 | .720  | 7.0 | 1.0 | 1.2 | .8  | 8.9  |
| 2018-19 | Cleveland   | 67  | 30  | 26.8 | .520 | .337 | .716  | 8.2 | 3.2 | 1.5 | .6  | 9.4  |
| 2019-20 | Cleveland   | 56  | 10  | 26.3 | .531 | .352 | .676  | 7.3 | 2.2 | 1.0 | .4  | 10.1 |
| 2020-21 | Cleveland   | 35  | 27  | 31.2 | .471 | .360 | .612  | 6.7 | 3.1 | 1.7 | .5  | 9.3  |
| 2021-22 | Portland    | 37  | 11  | 23.2 | .515 | .306 | .653  | 5.6 | 2.0 | 1.0 | .4  | 6.9  |
| 2021-22 | New Orleans | 9   | 0   | 20.2 | .551 | .500 | 1.000 | 4.3 | .9  | .6  | .8  | 7.3  |
| 2022-23 | New Orleans | 65  | 1   | 21.2 | .610 | .333 | .696  | 5.4 | 1.8 | .9  | .6  | 6.8  |
| 2023-24 | New Orleans | 61  | 0   | 19.9 | .573 | .415 | .770  | 5.0 | 1.9 | 1.0 | .3  | 5.7  |
| 2024-25 | Atlanta     | 24  | 3   | 19.3 | .516 | .447 | .692  | 4.3 | 1.6 | .8  | .5  | 8.5  |
| Total   | Total       | 546 | 137 | 23.1 | .539 | .353 | .696  | 6.1 | 1.9 | 1.1 | .5  | 7.7  |

### Playoffs
| Año   | Equipo      | PJ | PT | MPP  | %TC  | %3P  | %TL  | RPP | APP | ROB | TPP | PPP |
| ----- | ----------- | -- | -- | ---- | ---- | ---- | ---- | --- | --- | --- | --- | --- |
| 2018  | Cleveland   | 20 | 0  | 15.4 | .683 | .000 | .452 | 4.5 | .9  | .8  | .7  | 4.8 |
| 2022  | New Orleans | 6  | 0  | 21.6 | .564 | .222 | .818 | 5.8 | 1.8 | .5  | .3  | 9.2 |
| 2024  | New Orleans | 4  | 0  | 21.1 | .588 | .250 | .667 | 8.3 | 1.8 | .5  | .0  | 6.3 |
| Total | Total       | 30 | 0  | 17.4 | .629 | .214 | .563 | 5.3 | 1.2 | .7  | .5  | 5.9 |